# Claude-Éric Poiroux
Claude Éric Poiroux est une personnalité du monde du cinéma français et européen.

## Biographie
Claude-Éric Poiroux, Claude Éric Robert Poiroux de son nom complet, est délégué général du festival Premiers Plans d'Angers qu'il a créé en 1989, et des Ateliers d'Angers fondés avec Jeanne Moreau en 2005.
Il est fondateur et  directeur général d'Europa Cinemas, organisme de soutien à la distribution et à l'exploitation du cinéma européen.
Il est également fondateur et exploitant du cinéma Les 400 Coups à Angers. 
Précédemment, il a créé et dirigé les sociétés de distribution et de production Forum Distribution - Forum Productions International - 2001 Audiovisuel et les Forum Cinémas à Paris.

## Producteur
- 1986 : Désordre d'Olivier Assayas
- 1986 : Gardien de la nuit de Jean-Pierre Limosin
- 1987 : Jeux d'artifices de Virginie Thévenet
- 1991 : La Divine Comédie de Manoel de Oliveira
- 1992 : La Sentinelle d'Arnaud Desplechin.

## Décorations
Chevalier de la Légion d'honneur (décret du 31 décembre 2005)
 Officier de l'ordre des Palmes académiques
 Commandeur de l'ordre des Arts et des Lettres (arrêté du 16 janvier 2014)